# Всі віки покірні
«Всі віки покірні» — радянський кіноальманах з трьох новел 1980 року, знятий режисером Геннадієм Мелконяном, Ванцетті Данієляном і Ед. Мартіросяном на кіностудії «Вірменфільм».

## Сюжет
Кіноальманах складається з трьох новел: «Такий довгоочікуваний день», «Зірки нашого двору» і «Будинок матері».

### «Зірки нашого двору»
Дитячий фільм про дворову футбольну команду, гру якої надихає їхня вірна подруга.

### «Будинок матері»
За однойменним оповіданням Вардгеса Петросяна. Ваан, немолодий відомий лікар, приїжджає до рідного села, щоб у черговий раз спробувати переконати свою мати, яка мешкає одна в старому будинку, переселитися до міста. Але виявляється, що вона зовсім не самотня, односельці дуже люблять її за постійну готовність допомогти сусідам. Ваан переконується у тому, що його мати повинна залишитися в селі, серед людей, поряд з якими пройшло все її життя.

### «Такий довгоочікуваний день»
За мотивами оповідання Д. Паркер. Лірична драма про труднощі кохання. Чоловік-геолог після тривалої відсутності повертається додому, але його того ж дня відправляють у нове відрядження.

## У ролях
- Нельсон Ширванян — Ваан
- Генріх Алавердян — головна роль
- Нонна Петросян — Нвард
- Рубен Мкртчян — Артавазд
- Мурад Костанян — Арменак
- Віолетта Геворкян — роль другого плану
- Карен Джангірян — роль другого плану
- Р. Єсаян — батько
- В. Смбатян — епізод
- Армен Баятян — епізод
- Г. Тунієва — епізод
- А. Акопян — епізод
- Ваган Ананян — епізод
- Мікаел Ананян — епізод
- Тамара Оганесян — мати
- А. Умедян — епізод

## Знімальна група
- Режисери — Геннадій Мелконян, Ванцетті Данієлян, Ед. Мартіросян
- Сценаристи — Геннадій Мелконян, Андрій Вердян, Ваган Григорян, Генріх Малян
- Оператори — Михайло Вартанов, Армен Міракян, Мартин Шахбазян
- Композитори — Армен Боямян, Грач'я Мелікян
- Художники — Лідія Геворкян, Михайло Аракелян, Фелікс Єгіазарян